# VTCN1
VTCN1‏ (V-set domain containing T cell activation inhibitor 1) هوَ بروتين يُشَفر بواسطة جين VTCN1 في الإنسان.